# Bart to the Future
«Bart to the Future» (укр. «Барт у майбутньому») — сімнадцятий епізод одинадцятого сезону американського мультсеріалу «Сімпсони». Вперше його транслювали на телеканалі «Fox» у США 19 березня 2000 року.

## Сюжет
Сімпсони ідуть в парк на пікнік, але від поїздки їх прогнала велика зграя комарів. По дорозі до дому, вони побачили індіанське казино і Гомер вирішив зайти туди, але Барта не пустили в приміщення через його вік. Він пробував прокрастись всередину, та все одно попав до рук охоронців. Вони схопили хлопчика і відвели в офіс менеджера казино, де індієць (власник закладу) показує хлопчику в полум'ї багаття, як він буде жити в майбутньому: Тридцять років у майбутньому, Барт — це 40-річний лінивець, який живе за кошти батьків та сусідів Фландерсів. Після того, як його вигнали з університету, він думає стати музикантом. Та йому вдається виступити лише раз, у барі на пляжі, що належить Нельсону Мюнцу, і навіть тоді, Барту заплатили попкорном з креветками. Хлопець живе з другом Ральфом у пляжному будиночку на березі. Незабаром його виселили звідти, після провального концерту в барі Нельсона. Між тим, 38-річна Ліса стає першою жінкою на посаді президента Сполучених Штатів Америки, замінивши на цьому посту Дональда Трампа.
Барт зриває одну із промов Ліси до народу, щоб просунути свою музичну кар'єру. Ліса утратила популярність, коли її брат заспівав перед публікою під час прямого ефіру, що Ліса буде підвищувати податки, щоб витягнути країну з боргів, Пізніше, Ліса зустрічається з лідерами країн-кредиторів Америки, які вимагають, щоб Америка повернула борг. Барт втручається і використовує свої навички у затягуванні виплати боргу, щоб врятувати день, радуючи Лісу, яка раніше була зла на свого брата. Як подяку, Барт просить Лісу «легалізувати це», а Ліса каже, що вона так і зробить. Тим часом Гомер, почувши про золото закопане Авраамом Лінкольном на території Білого дому, починає шукати його. Коли він нарешті знаходить «золото», виявляє, що це насправді скрин з сувоєм, в якому Лінкольн написав пояснення, що його «золото» є « у серці кожного волелюбного американця». Гомер не оцінивши метафору, гнівно проклинає Лінкольна. Після того як видіння закінчилося, Барт обіцяє, що він зміниться. Ліса знаходить Барта і каже йому, що їх сім'ю вигнали з казино після того, як Гомер штовхнув офіціантку і Мардж програла 20 000 доларів США. Барт розповідає Лісі про своє видіння майбутнього, де у нього є рок-група і мопед, і принижуючи майбутнє президентство Ліси як «якась урядова робота».

## Створення
«Барт у майбутньому» був написаний Деном Гріні і знятий режисером Майклом Меркантелом як частина одинадцятого сезону Сімпсонів (1999—2000). Це був другий епізод серіалу, де показується життя сім'ї Сімпсонів у майбутньому, після 6-епізодного сезону «Lisa's Wedding», який був показаний того ж дня п'ять років тому 1995 року.
При створенні цієї серії Дена Грінінадихнула серія «Lisa's Wedding» Він і сценарист Метт Селман сиділи у Дена у офісі одного дня, намагаючись придумати нову історію для епізоду, коли їм прийшла ідея зробити доповнення до цього епізоду. Гріні хотів написати епізод, де дія розгортається в майбутньому, і який буде сфокусований на Барті, а не на Лісі. Він думав, що було б цікаво дослідити, як в подальшому складеться доля «такого хлопця, як Барт, який не звертає увагу на навчання».
Селман в аудіокоментарях сказав, що «те, що дійсно хвилювало авторів [„Сімпсонів“] у цьому епізоді, була специфічна версія майбутнього Барта». Гріні охарактеризував цю версію як «хлопець, який звинувачує всіх і каже, що це всі інші винні, що його життя не таке, як він хоче» Тогочасний шоураннер «Сімпсонів» Майк Скаллі також зазначив, що в майбутньому Барт — це людина, яка «завжди чекає на великий грошовий виграш, який, як він вважає, заслужив, це можуть бути страхові виплати, спадщина, або щось інше, що прийде рано чи пізно.» Гріні сказав, що всі автори побачили ці риси в людей, яких вони знають, і тому всі вносили щось своє у епізод, пропонуючи слова і дії для Барта.
На думку Гріні, аніматори зробили дизайн майбутнього Барта, як «крутого і веселого» і зробили кілька конструкцій, в яких він був  привабливий і модний." Гріні не думав, що будь-який із цих дизайнів співзвучний з особистістю, яку він і інші автори створили для майбутнього Барта, тому він сказав аніматорам малювати персонажа з жиром на животі, з хвостом, та мішками під очима, і одною сережкою. Скаллі сказав у аудіо коментарі, що думає, що дизайн Барта гарний, хоча він додав, що це було «злегка тривожно» бачити  старіші версії Гомера і Мардж в епізоді, і пожартував, що це «трохи сумно дивитися  на вік героїв мультфільму».
Гріні думав над тим, де будуть проходити основні події, де саме Барт побачить своє майбутнє і Джордж Маєр запропонував зобразити події в індіанському казино. Коли Барт і Гомер вперше зайшли в казино, Гомер сказав сину, що «Незважаючи на те, що вони здаються нам дивними, ми повинні поважати їхні звичаї». Він продовжує вітатися з всіма в казино, промовляючи: «Привіт, як ти ?». Цей жарт придумав Том Гаміль, і були навіть суперечки, що корінні американці могли б сприйняти це як образу. Не зважаючи на це, за словами Скаллі, Ден Кастелланета (який озвучує Гомера) «розказав жарт настільки смішно, ми ризикнули і записали його»

## Випуск
Епізод спочатку транслювався на каналі Fox у США, 19 березня, 2000 року. Його переглянули близько 8,77 млн сімей в ту ніч. Це був другий за рейтингом серіал, після комедії Малкольм у центрі уваги (який отримав 10.0 балів за рейтингом Нільсена і його переглядали у 10,1 млн будинках). 7 жовтня 2008 року, «Барт у майбутнє» був випущений на DVD як частина набору серій Сімпсони — повний одинадцятої сезон. Майк Скаллі, Ден Гріні, Метт Селман, і Джордж Мейер брали участь в DVD-аудіо коментарі для епізоду. Видалені сцени з епізоду були також включені в бокс-сет.
Серія отримала негативні відгуки від критиків, порівняно із «Lisa's Wedding». У статті 2003 року, журналіст журналу «Entertainment Weekly» описав цей епізод, як один з найгірших за всі часи. Також 2003 року, Бен Рейнер із газети «Toronto Star» назвав «Bart to the Future» як «нікудишній випуск 2000 року» і зазначив, що тим часом виддання «по праву називають його найгіршим епізодом».

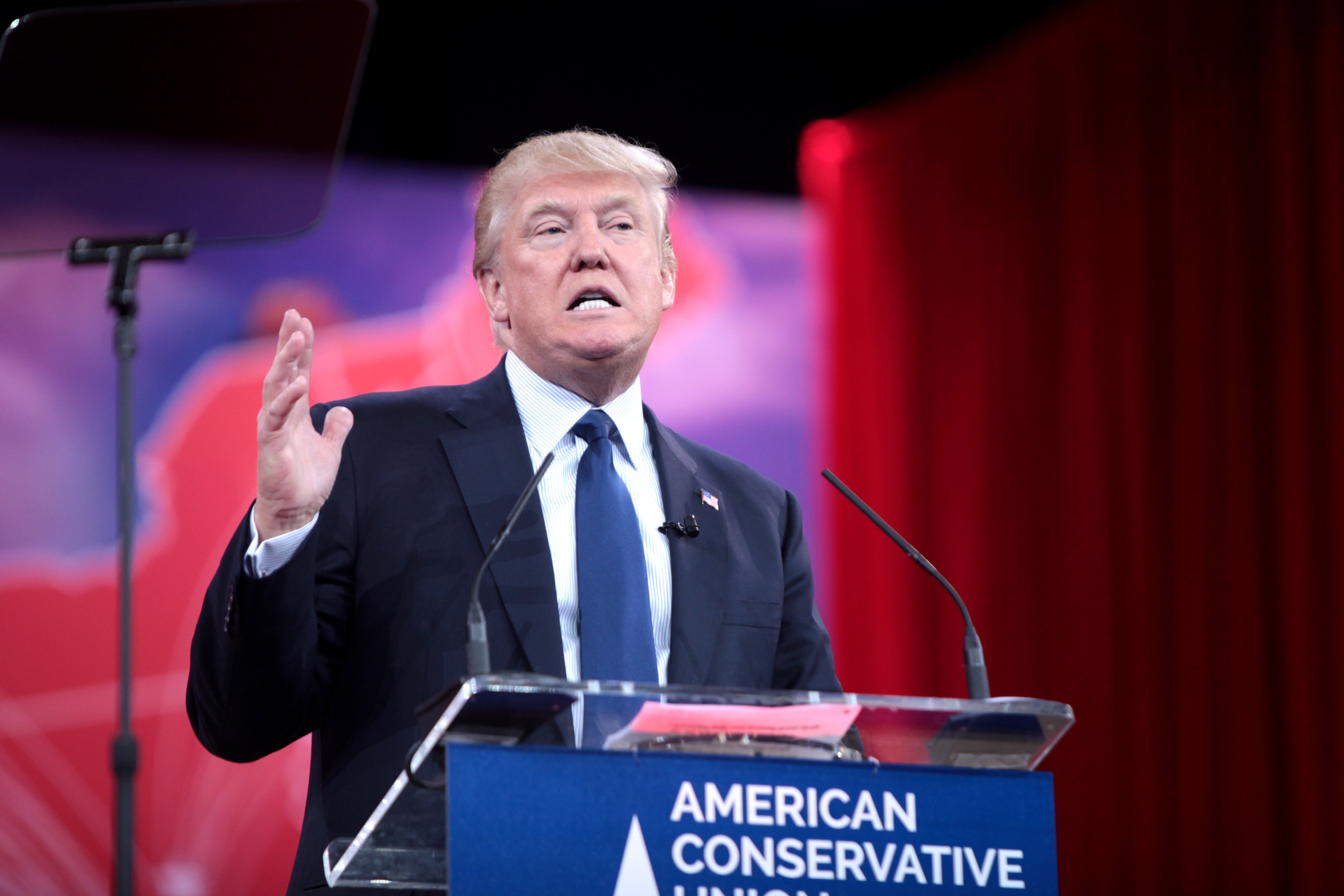
У цьому епізоді згадується про те, що Дональд Трамп стане президентом, що і відбулось, 16 років після випуску серіалу.

2015 року зашуміла новина про те, що цей епізод може бути передбаченням наступних виборів президента, де здобуде перемогу Трамп.
8 листопада 2016 року Дональд Трамп був обраний 45-м Президентом Сполучених Штатів.